# Pierpaolo Manservisi
Pier Paolo Manservisi (Castello d'Argile, 4 agosto 1944) è un ex calciatore italiano.

## Carriera
Giocatore dal fisico esile, tanto che era soprannominato uccellino, si adattava a diversi ruoli, dall'ala nel periodo del Napoli fino all'incontrista nella Lazio di Tommaso Maestrelli, finendo, forse proprio per questa sua versatilità, penalizzato nell'anno dello scudetto, quando giocò solo quattro partite, dopo aver giocato da titolare la stagione precedente.
Oltre allo scudetto con la Lazio ha conquistato, in questo caso da protagonista assoluto con 13 reti all'attivo, una promozione in Serie A nelle file del Pisa. In carriera ha totalizzato complessivamente 86 presenze e 7 reti in Serie A, 87 presenze e 19 reti in Serie B, e 5 presenze e 3 reti in Coppa delle Alpi.

## Palmarès

### Competizioni nazionali
- Campionato italiano: 1

Lazio: 1973-1974

### Competizioni internazionali
- Coppa delle Alpi: 1

Lazio: 1971

### Altre competizioni
- Campionato Under 23: 1

Lazio: 1973-1974